# Schismatoglottis multinervia
Schismatoglottis multinervia är en kallaväxtart som beskrevs av Mitsuru Hotta. Schismatoglottis multinervia ingår i släktet Schismatoglottis och familjen kallaväxter. Inga underarter finns listade.